# سیناد
سیناد خودرویی است که از سال ۱۳۷۹ تا سال ۱۳۸۳ توسط کیش خودرو تولید می‌شد. بدنه در نظرگرفته‌شده برای سیناد از جنس کامپوزیت فایبرگلس بود و در آن از موتور رنو مگان استفاده شده‌است. این خودرو در دسته کامپکت قرار می‌گیرد و دارای شکل کوپه است. کارخانه محل تولید سیناد در شهر کیش بود. این خودرو در دو نسخه «سیناد I» و «سیناد II» تولید شد.

## طراحی
طراحی سیناد براساس خودرویی کانسپت از استودیوی «I.A.D» است. طراحی نهایی سیناد در سال ۱۳۷۶ با همکاری شرکتی به نام «BMS» از انگلستان، آغاز شد.

### استفاده از قطعات خودروهای دیگر
کیش خودرو در سیناد برای کاهش هزینه‌ها از قطعات خودروهای دیگر استفاده کرده‌است. مجموعه ترمز دستی این خودرو متعلق به پژو ۴۰۵ است. مجموعه دیسک و صفحه کلاچ و فیلترهای پیشرانه با رنو ۲۱ مشترک است. پنل کولر، رادیاتور بخاری و تیغه‌های برف‌پاک کن از پراید به عاریت گرفته شده‌اند. همچنین آینه‌های جانبی این خودرو با دوو سیلو مشترک است.

## مشخصات فنی
مشخصات فنی سیناد به شرح زیر است:
| نوع موتور                                  | K7M                        |
| حجم موتور (cc)                             | ۱۵۹۸                       |
| حداکثر توان موتور (hp)                     | ۹۲ اسب بخار                |
| گشتاور                                     | ۱۳۷ نیوتن متر              |
| تعداد سیلندر                               | ۴                          |
| تعداد سوپاپ                                | ۸                          |
| نوع سوخت سازگار                            | بنزین بدون سرب             |
| سیستم انژکتوری                             | پاشش الکترونیکی چند نقطه‌ای |
| استاندارد حد آلایندگی                      | یورو ۲                     |
| حداکثر سرعت (km/h)                         | ۲۱۰                        |
| سیستم انتقال قدرت                          | JB3 دستی                   |
| مصرف سوخت (در ۱۰۰ کیلومتر) خارج شهر (لیتر) | ۶/۷                        |
| مصرف سوخت (در ۱۰۰ کیلومتر) شهری (لیتر)     | ۵/۸                        |
| طول خودرو (mm)                             | ۴۱۲۰                       |
| عرض خودرو(mm)                              | ۱۹۸۰                       |
| ارتفاع خودرو (mm)                          | ۱۶۰۰                       |
| فاصله بین دو محور چرخهای عقب و جلو (mm)    | ۲۶۱۰                       |
| وزن خالص خودرو بدون سرنشین (kg)            | ۱۱۳۰                       |
| گنجایش مخزن سوخت (لیتر)                    | ۴۰                         |
| منبع                                       | [ ۴ ] [ ۳ ]                |